# Charles Amberg
Charles Amberg (egentlig Karl Amberg) (8. december 1894 ved Bonn – 16. april 1946 i Berlin) var en tysk tekstforfatter af operetter og slagersange.

## Udvalgte titler
- Der verliebte Bimbambulla
- Wochenend und Sonnenschein (originalt på engelsk "Happy Days Are Here Again")